# Entesitis
L'entesitis és una inflamació de les èntesis, els llocs on els tendons o lligaments s'insereixen a l'os. A les èntesis és on s'uneix el múscul esquelètic amb l'os, i on l'estrès mecànic recorrent o determinades malalties autoimmunitàries inflamatòries poden causar inflamació i, ocasionalment, fibrosi i calcificació. Una de les èntesis principals involucrades en malalties autoimmunitàries inflamatòries es troba al taló, particularment al tendó d'Aquil·les. En certs casos, l'entesitis d'aquest tendó pot afavorir la seva ruptura. Les entesitis del colze sovint tenen un origen mecànic. Les entesitis rotulianes poden aparèixer amb facilitat en atletes practicants d'esports que comporten salts repetitius, com a conseqüència d'una sobrecàrrega continua de l'aparell extensor del genoll. En els professionals de certes modalitats esportives, com ara el tenis o el voleibol, de vegades es veuen entesitis a punts molt específics del cos.
Les entesitis es desenvolupent freqüentment en artropaties associades amb l'antigen de superfície HLA-B27 com l'espondilitis anquilosant, l'artritis psoriàsica i l'artritis reactiva (abans anomenada síndrome de Reiter). La seva presència defineix un dels principals grups nosològics que integren l'artritis idiopàtica juvenil (AIJ entesítica). Els símptomes inclouen múltiples punts dolorosos al taló, la tuberositat tibial, la cresta ilíaca i altres llocs d'inserció de tendons. De forma força atípica, en espondiloartropaties de tipus indiferenciat s'aprecien quadres d'inflamació orbitària derivats d'entesitis de les insercions dels músculs extrínsecs oculars. Cal destacar que un percentatge estadísticament significatiu dels malalts amb psoriasi sense simptomatologia artrítica manifesta pateixen entesitis subclíniques a les extremitats inferiors, només apreciables ultrasonogràficament. És freqüent que en aquests pacients la RM detecti alteracions, més o menys subtils, en l'articulació del genoll.
En persones afectes de febre mediterrània familiar, amb una mutació determinada (M694V), apareixen entesitis de predomini plantar i difícil tractament. S'ha descrit la seva presència en malalts de lepra, de brucel·losi i, ensems amb artritis asimètriques, en casos de parotiditis epidèmica. Es detecten amb freqüència en individus VIH+ asimptomàtics. Formen part de les manifestacions musculoesquelètiques del lupus eritematós sistèmic. De forma singular, poden ser els signes inicials d'un procés leucèmic infantil.
No es rar que les entesitis s'acompanyin d'alteracions unguials o de dactilitis (inflamació d'un dit del peu o de la mà) i que siguin la primera manifestació conjunta d'alguna de les espondiloartropaties seronegatives esmentades abans.
Les formes de presentació de les entesitis són molt diverses i els seus mecanismes patogenètics varien en funció del trastorn causal. En el cas de les entesitis d'origen biomecànic, les evidències indiquen que les microlesions repetitives de l'èntesi desencadenen una resposta inflamatòria en les membranes sinovials properes que acostuma a evolucionar cap a una sinovitis. Avui dia no es considera l'entesitis una patologia focal, ja que les modernes tècniques d'imatge i els avenços dels procediments histopatològics demostren que es tracta d'un procés difús amb repercussions lesives sobre els ossos i els teixits tous adjacents. Per una altra banda, es creu que -en individus genèticament predisposats- l'acció de bacteris exògens podria ser un factor determinant en el procés d'inici de les entesitis de naturalesa autoimmune.

## Imatges

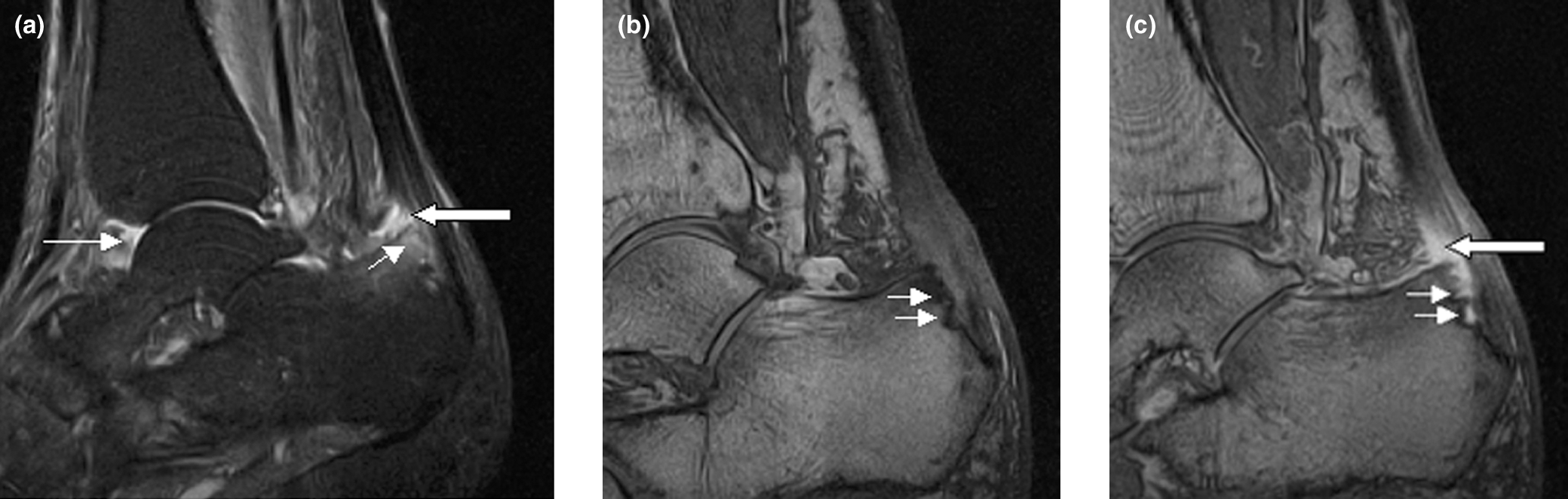
Imatges sagitals de ressonància magnètica de la zona del turmell en un cas d'artritis psoriàsica: (a) Imatge de STIR (Short tau inversion recovery), on s'observa alta intensitat de senyal a la inserció del tendó d'Aquil·les (entesitis, fletxa gruixuda) i al sinovi de l'articulació del turmell (sinovitis, fletxa llarga estreta). Es pot observar edema de moll de l'os a la inserció del tendó (fletxa curta estreta). (b,c) Imatges ponderades per T1 d'una secció diferent del mateix pacient abans (b) i després (c) de la injecció intravenosa de contrast, que confirmen l'existència d'inflamació (fletxa gran) a les èntesis i revelen erosió òssia a la inserció del tendó (fletxes curtes estretes).

A més de la RM, l'ecografia, i especialment la tècnica d'eco-doppler no direccional, és una altra prova d'imatge molt útil pel diagnòstic de les entesitis. Segons els criteris del grup de treball en imatge i biomarcadors de la iniciativa OMERACT (Outcome Measures in Rheumatology), ecogràficament es defineix l'entesitis com una alteració hipoecogènica generada per la pèrdua de l'arquitectura fibril·lar normal i/o engruiximent del lligament o tendó en la seva zona d'inserció òssia; la qual pot presentar focus hiperecoics suggestius de calcificacions, amb presència de canvis ossis -entesòfits i erosions- o no.
Un grup de recerca alemany ha creat un model de la fase efectora de l'entesitis -la qual es caracteritza per la coexistència d'inflamació, vascularització i neoformació òssia- emprant un software de gràfics que fa possible l'anàlisi combinada de les diferents dades obtingudes després de realitzar RM, TEP/TC, histologia i immunohistoquímica d'entesitis animals induïdes per mitjà de la injecció local d'urat monosòdic. Aquest model aporta noves evidències sobre les interconnexions entre la inflamació i la gènesi dels entesòfits.